# Ahmad al-Aradż
Ahmad al-Aradż (arab. أبو العباس أحمد الأعرج بن محمد المهدي = Abu al-Abbas Ahmad al-Aradż ibn Muhammad al-Mahdi) – szejk rodu Sadytów w latach 1517–1544, syn szejka Abu Abdullaha Muhammada al-Kaima.
Po śmierci ojca w 1517 roku Ahmad al-Aradż wraz z bratem Muhammadem asz-Szajchem objął przywództwo nad rodem Sadytów. Umocniwszy swoje panowanie w południowym Maroku, podjęli walkę z Wattasydami i pragnącymi opanować marokańskie porty Portugalczykami. W 1524 roku Ahmad podbił Marrakesz i podporządkował sobie berberskie plemiona z gór Atlas. Odtąd południe Maroka znajdowało się w rękach Sadytów z Ahmadem al-Arudżem w Marrakeszu i Muhammadem asz-Szajchem w Tarudant. 
Próby zajęcia Fezu w kolejnych latach zakończyły się niepowodzeniem, bracia zdołali jednak wypędzić Portugalczyków z Agadiru i dodatkowo wzmocnić swoją władzę na południu. W roku 1544 między braćmi doszło jednak do walki o władzę, w wyniku której Ahmad al-Aradż został zmuszony do ucieczki do Wattasydów. Wsparł tam w Abu Hassuna – stryja ostatniego wattasydzkiego sułtana Abu al-Abbasa Ahmada – nie zdołał jednak powstrzymać ekspansji brata, który w 1549 roku ostatecznie zajął Fez i ogłosił się sułtanem Maroka. Ahmad al-Aradż z Abu Hassunem z pomocą Osmanów na krótko odzyskali miasto w 1554 roku, jednak jeszcze w tym samym roku Muhammad asz-Szajch powrócił na tron. 